# Bargino
Bargino è una frazione del comune di San Casciano in Val di Pesa.
Piccolo agglomerato urbano posto ai piedi del Castello di Bibbione da una parte e del Castello di Pergolato dall'altra. Sulla strada principale è situata la chiesa dedicata a San Colombano. La chiesa è decorata da lesene in cotto secondo lo stile senese. La chiesa nasce come semplice oratorio della chiesa di San Colombano alla Collina, grazie all'accresciuta popolazione è diventata sede di parrocchia.
Il Bargino è bagnato dalla Pesa (fiume), ed ha anche un lago per la pesca sportiva, Lago Mulinvecchio o "Lago della Ciurma".
Vero e proprio simbolo del Bargino è il cipresso secolare che domina l'incrocio al centro del paese.
Dal centro del paese parte un P.A.N. (percorso archeologico naturalistico) che attraverso un sentiero in salita immerso nel bosco conduce fino alla Tomba dell'Arciere, importante testimonianza etrusca.
Nel XVIII secolo da una pianta di strade del comune di San Casciano risulta che al Bargino erano presenti solo la chiesetta ed un'osteria.
Il Bargino e le sue colline rientrano nel territorio del Chianti Classico (vino), dal 2012 ospita la Cantina Antinori nel Chianti Classico, importante testimonianza architettonica incastonata nella collina a sud dell'abitato e nuovo quartier generale della Marchesi Antinori.